# Женщина сверху (фильм)
«Же́нщина све́рху» (англ. Woman on Top) — американская мелодрама 2000 года режиссёра Фины Торрес.
 В главной роли — Пенелопа Крус.

## Сюжет
Изабелла Оливейра и её красавец-муж Тониньо — владельцы процветающего ресторана в Баии. Однажды Изабелла застаёт мужа в постели с другой женщиной. Пережить измену становится слишком трудно, и Изабелла принимает решение покинуть Бразилию. Она улетает в Сан-Франциско в поисках новой работы и новой… жизни. Благодаря таланту и умению быть искусной кулинаркой, её там быстро замечают, и вскоре она становится лицом кулинарного шоу. Тем временем, их с мужем ресторан на грани банкротства, потому что с отъездом Изабеллы еда уже перестала быть вкусной, а посетителей стало меньше. Тониньо отправляется в США, чтобы попытаться уговорить свою жену вернуться.

## В ролях
- Пенелопа Крус — Изабелла Оливейра
- Мурилу Бенисиу — Тониньо
- Гарольд Перрино — Моника Джонс
- Марк Фойерстин — Клифф Ллойд
- Джон де Ланси — Алекс Ривес
- Энн Рэмзи — режиссёр ТВ
- Ана Гастейер — Клаудия Хантер
- Элен Гуттман — мать Изабеллы

## Съемки
Съёмки для сцен в Сан-Франциско в действительности проводились в павильонах в Бразилии.

### Критика
«Же́нщина све́рху» получила смешанные оценки критиков. Сайт-агрегатор Metacritic оценил картину в 40 баллов из 100, основанных на 31 отзывах критиков. На агрегаторе оценок Rotten Tomatoes, фильм получил 34 % «свежести» на основе 97 рецензий, и общий рейтинг 4.7/10.

## Релиз
Фильм был представлен во Франции в мае 2000 года на Каннском кинофестивале. В России фильм в прокат не выходил. Релиз на DVD состоялся спустя 9 лет — 23 июля 2009 года.